# Harpa (Reykjavik)
Harpa est une salle de concert et un centre des congrès situé à Reykjavik, capitale de l'Islande. Le concert inaugural a eu lieu le 4 mai 2011.

## Historique
Originellement, Harpa devait faire partie d'un ensemble de nouveaux immeubles (hôtel, appartements, centre commercial, restaurants, parking, ainsi que le nouveau siège de Landsbanki) situé sur Austurhöfn (le port de l'est, ou vieux-port). En raison de la crise financière qui a touché l'Islande à partir de 2008, la construction d'Harpa, le premier des bâtiments de l'ensemble, s'est arrêtée. Le gouvernement islandais a alors décidé de ne terminer que celui-ci. Son nom a été choisi le 11 décembre 2009, jour de la fête de la musique islandaise. Jusque-là, le bâtiment était nommé « Salle de concert et centre des congrès de Reykjavík » (islandais : Tónlistar- og ráðstefnuhúsið í Reykjavík).
En 2014, la statue du violoncelliste Erling Blöndal Bengtsson par Ólöf Pálsdótti est déplacée du Háskólabíó cinema à Harpa. En 2015, alors que le conseil de l'Arctique effectue son assemblée annuelle à Harpa, la construction d'un hôtel 5 étoiles avoisinant le bâtiment est annoncée. En mai 2018, 20 employés du bâtiment démissionnent pour protester contre le salaire élevé du directeur du bâtiment, Svanhildur Konráðsdóttir, alors que les employés ont vu leur salaire décroître. La chanteuse Ellen Kristjánsdóttir s'est jointe à ce mouvement de protestation.

## Description
Le cabinet d'architecture danois Henning Larsen a dessiné le bâtiment, en coopération avec l'artiste danois Olafur Eliasson et Einar Þorsteinn Ásgeirsson. Le bâtiment est constitué d'un cadre en acier revêtu de panneaux de verre de formes irrégulières et de différentes couleurs.  
Situé sur le port, Harpa est comme posé sur la mer. Sa façade de verre en nid d'abeilles rappelle les orgues basaltiques.  
L'orchestre symphonique d'Islande et l'opéra d'Islande y sont rattachés.
En plus de la grande salle de concert (de 1 800 places) et des salles de conférence, un restaurant, un bar et une boutique se situent dans l'enceinte.
Le gérant d'Harpa est Portus, un établissement détenu par le gouvernement islandais et la ville de Reykjavik.

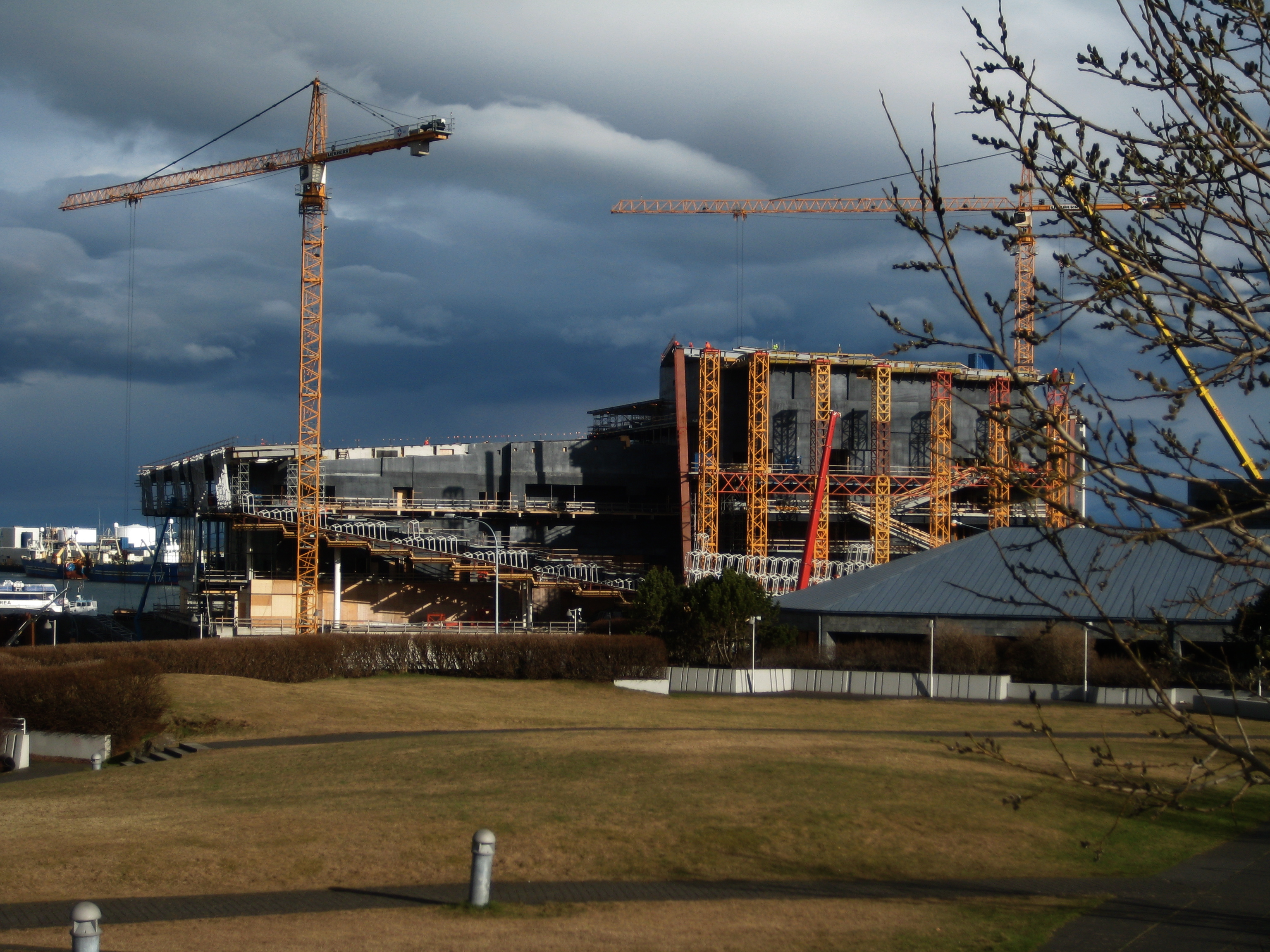
Bâtiment en construction.
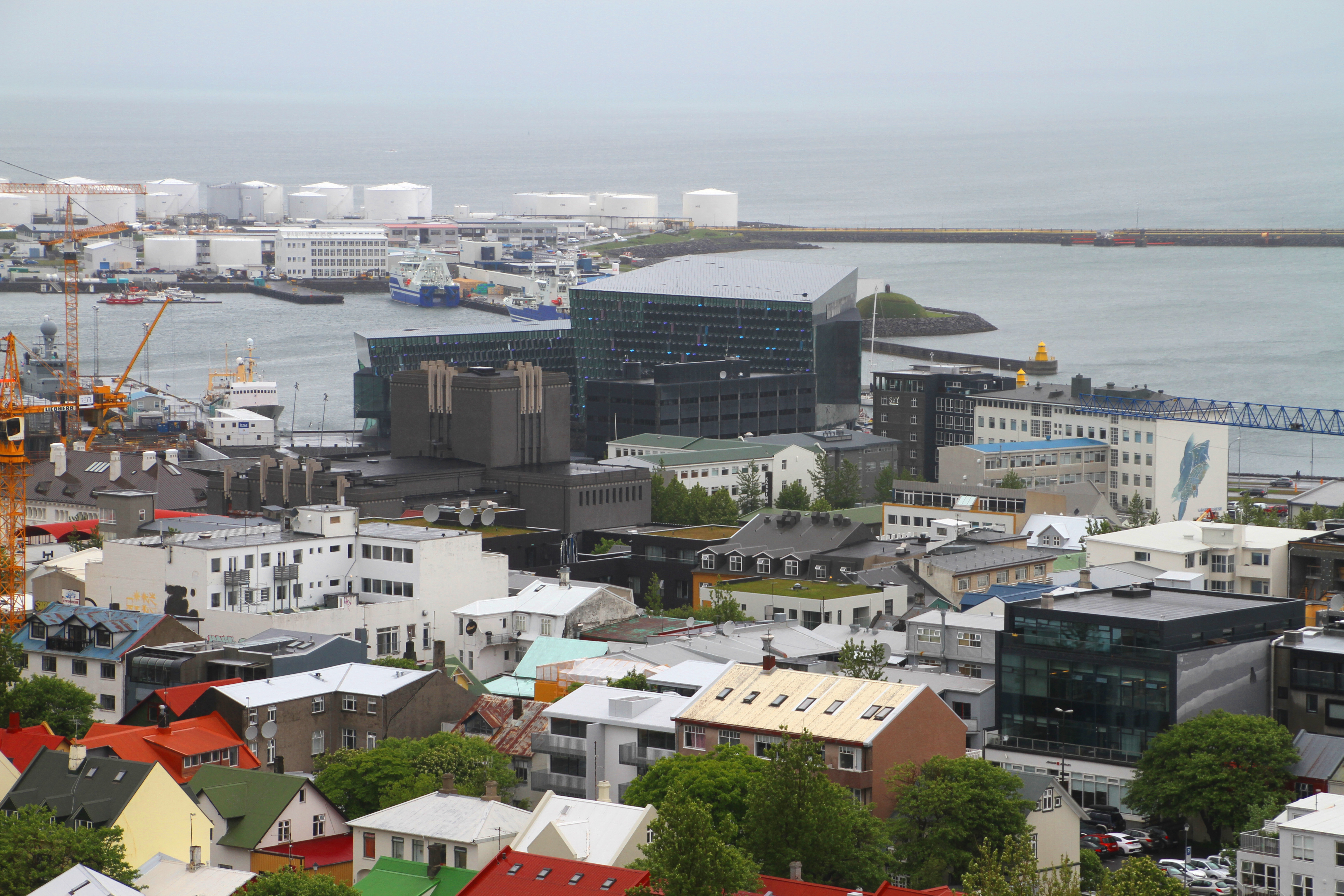
Implantation urbaine.

## Distinctions
- 2013 : Prix Mies van der Rohe décerné par l'Union européenne et la fondation Mies van der Rohe[6].
- 2016 : Top 5 des plus belles salles de concert au monde par CNN Style[7].